# Cmentarz żydowski w Klimontowie
Cmentarz żydowski w Klimontowie – kirkut społeczności żydowskiej niegdyś zamieszkującej Klimontów. Nie wiadomo dokładnie kiedy powstał, być może miało to miejsce w XVIII wieku. Ma powierzchnię 1,5 ha. Znajduje się we wschodniej części miasta. Został zniszczony podczas II wojny światowej. Po wojnie na jego terenie, po usunięciu macew, które zgromadzono w jednym miejscu, utworzono boisko szkolne. 